# Syntrichia caninervis
Syntrichia caninervis és una espècie de molsa de la família de les pottiàcies (Pottiaceae).

## Descripció
Syntrichia caninervis, és una espècie de molsa del desert distribuïda per tot el món. Com a extremòfil, és capaç de suportar la dessecació en condicions seques amb poc accés a l'aigua i es troba habitualment en comunitats hipòlites. Fa ús d'una nova adaptació a l'entorn desèrtic per collir i recollir fonts d'aigua com la rosada, la boira, la neu i la pluja, utilitzant pèls minúsculs en lloc d'arrels. En experiments de laboratori, S. caninervis ha demostrat la capacitat de sobreviure en un entorn marcià simulat.

## Distribució i hàbitat
Syntrichia caninervis té una distribució global àmplia i és un extremòfil que es troba habitualment en entorns desèrtics extrems i comunitats hipòlitiques amb capacitat de suportar la dessecació en condicions seques. S'ha observat creixent a la Xina, Mongòlia, Sibèria, Àsia central i sud-oest, Europa i Amèrica del Nord. Al Tibet, l'Antàrtida i les regions circumpolars, forma part de l'escorça del sòl biològica, que és un tipus resistent de coberta del sòl que sovint es troba a les terres àrides. A Amèrica del Nord, la planta es troba a l'oest i nord-oest dels Estats Units i a dues províncies de l'oest del Canadà. Als Estats Units, es troba tan a l'est com Nou Mèxic, Colorado, Wyoming i Montana, fins a Idaho, Utah, Arizona i Nevada, i fins a l'oest fins a Califòrnia, Oregon i Washington. Dues de les comunitats vegetals més comunes als Estats Units es troben al desert de Mojave i a la conca del riu Colúmbia. Al Canadà, es troba a la Colúmbia Britànica i Alberta.

## Característiques extremòfiles

### Tolerància a la sequera
Syntrichia caninervis és coneguda per la seva capacitat de tolerar les condicions de sequera, la qual cosa la fa ben adaptada als ambients desèrtics. Entre aquestes adaptacions hi ha els seus petits pèls a les fulles que li permeten explotar múltiples fonts diferents d'aigua, com ara rosada, boira, neu i pluja. Un altre exemple és la seva capacitat de fotosíntesi un cop humectada després de la dessecació.

### Tolerància extrema a la temperatura
La investigació ha demostrat que Syntrichia caninervis pot sobreviure a temperatures de congelació tan baixes com -196 °C (-320,8 °F) (en nitrogen líquid) fins a 30 dies. També ha demostrat la capacitat de suportar l'emmagatzematge a -80 °C (-112 °F) fins a 5 anys. En ambdós casos, la molsa va poder regenerar-se després de la descongelació, i els exemplars deshidratats van mostrar una recuperació més ràpida en comparació amb els hidratats.

### Resistència a la radiació
Syntrichia caninervis presenta una tolerància notable a la radiació gamma. Pot sobreviure a l'exposició a dosis de fins a 500 Gy, que és letal per a la majoria de les plantes i supera amb escreix la dosi letal per als humans (al voltant de 50 Gy). Alguns estudis fins i tot han suggerit que l'exposició a 500 Gy de radiació gamma pot promoure el creixement de la planta.

### Condicions marcianes simulades
En experiments de laboratori, Syntrichia caninervis ha demostrat la capacitat de sobreviure a condicions marcianes simulades. Aquestes condicions incloïen una atmosfera composta per un 95% de CO₂, fluctuacions de temperatura entre -60 i 20 °C (-76 i 68 °F), alts nivells de radiació UV i baixa pressió atmosfèrica. Les plantes de molsa seca van aconseguir una taxa de regeneració del 100% dins dels 30 dies després d'haver estat sotmeses a aquestes condicions durant un màxim de 7 dies.

## Taxonomia
Syntrichia caninervis va ser descrita per Mitt. i publicat a Journal of the Proceedings of the Linnean Society, Botany, Supplement 1: 39, a l'any 1859.
Etimologia.
Syntrichia: nom genèric d'origen grec i significa "amb" i "cabell", que fa referència al "peristoma retorçat unit per una membrana basal".
caninervis: epítet
Sinonímia
- Tortula bistratosa Flowers Bryologist 54: 278. 1–10 1951
- Tortula bornmuelleri	Schiffn.	Oesterr. Bot. Z. 47: 128 1897
- Tortula caninervis (Mitt.) Broth.	Nat. Pflanzenfam. I(3): 435 1902
- Tortula desertorum Broth.	Bot. Centralbl. 34: 24 1888
- Barbula bornmuelleri (Schiffn.) Paris	Index Bryol. Suppl. 21 1900
- Barbula caninervis (Mitt.) A. Jaeger	Ber. Thätigk. St. Gallischen Naturwiss. Ges. 1871–72: 453 (Gen. Sp. Musc. 1: 301) 1873
- Barbula desertorum (Broth.) Paris	Index Bryol. 71 1894
- Tortula saharae Trab.	Bull. Soc. Hist. Nat. Afrique N. 18: 12–13. ic 1927
- Syntrichia desertorum	(Broth.) J.J. Amann	Fl. Mouss. Suisse 3: 39 1933
- Tortula pseudodesertorum J. Froehl.	Ann. Naturhist. Mus. Wien 67: 155 1964
- Syntrichia pseudodesertorum (J. Froehl.) S. Agnew & Vondr.	Feddes Repert. 86: 402 1975
- Tortula caninervis subsp. caninervis
- Grimmia cucullata	J.X. Luo & P.C. Wu	Acta Phytotaxonomica Sinica 18: 121 1980.«Synonyms of Syntrichia caninervis Mitt.» (en anglès). WFO Plant List |Snapshots of the taxonomy. [Consulta: 1r setembre 2024].</ref>

Varietats
Varietats acceptades de Syntrichia caninervis per la WFO Plant List, al juny de 2024:
- Syntrichia caninervis var. abranchesii (Luisier) R.H. Zander
- Syntrichia caninervis var. astrakhanica Ignatov, Ignatova & Suragina
- Syntrichia caninervis var. caninervis
- Syntrichia caninervis var. gypsophila (J.J. Amann ex G. Roth) Ochyra